# Station Gdańsk Brzeźno
Station Gdańsk Brzeźno is een voormalig spoorwegstation in de Poolse plaats Gdańsk.